# Дорога біля Арля
«Дорога біля Арля» — картина нідерландського художника Вінсента ван Гога , написана олією у 1888 році, коли митець жив у Арлі. На полотні зображені жовтий будинок на узбіччі й оточена деревами сільська дорога, що пролягає між полями Арля (Франція).  

## Опис
Стиль картини характерний для творчості Ван Гога в цей період. Барви яскраві і живі. Завдяки вдалому використанню кольорів художник зумів відтворити ідилічний пейзаж. Краєвид краще сприймається на яскравому полотні, ніж він є насправді. 
«Дорога біля Арля» зберігається у колекції Померанського державного музею, Грефсвальд, Німеччина. 